# Filippo Gragnani
Filippo Gragnani (3. September 1768 in Livorno – 28. Juli 1820 ebenda) war ein italienischer Komponist und Gitarrist.

## Leben und Wirken
Filippo Gragnani entstammte einer angesehenen Familie von Instrumentenbauern und Musikern und war der Sohn von Antonio Gragnani. Er studierte Musik in seiner Heimatstadt bei Giulio Maria Lucchesi, zunächst Violine, um sich später der Gitarre zu widmen, mit der er als Virtuose bekannt wurde.
Gragnani veröffentlichte zu Beginn des 19. Jahrhunderts Werke für Gitarre und Kammermusik in Mailand bei Ricordi und Monzino. Während dieser Zeit bereiste er Deutschland und ließ sich 1810 in Paris nieder. Hier wurde er Schüler und Freund von Ferdinando Carulli, welchem er drei seiner Gitarrenduette widmete und der ihm im Gegenzug ebenso einige Duette widmete. Von Gragnanis Kompositionen sind 15 mit Opuszahlen versehen.
Über Gragnanis Leben nach 1812 ist wenig bekannt. Das Sterberegister der Kirche St. Martino di Salviano in Livorno, wo er auch begraben wurde, verzeichnet seinen Tod am  28. Juli 1820.

## Werke (Auswahl)
- 3 Sonaten
- 3 Duette[1]
- Sinfonia
- Sonata Sentimentale
- 3 Divertimenti
- Trois Duos, Op. 1
- Trois Duos, Op. 2
- Trois Duos, Op. 3
- Trois Duos, Op. 4
- Fantasia (Gitarre), Op. 5
- Tre Sonatine e un Tema con Variazioni, Op. 6
- Trois Duos, Op. 7
- Quartetto für Klarinette, Violine und 2 Gitarren, Op. 8[2][3]
- Sextett (für Flöte, Klarinette, Violine, 2 Gitarren und Cello in A-Dur), Op. 9[4]
- Variationen, Op. 10
- 3 Exercices, Op. 11
- Trio (für drei Gitarren), Op. 12[5]
- Trio (für Flöte, Violine, Gitarre), Op. 13[6]
- 3 Duos, Op. 14
- Sonata Sentimentale (Gitarre), Op. 15
- Divertimenti (Gitarre), Op. 15

## Notenausgaben
- Rischel & Birket-Smith’s Collection of guitar music. Det Kongelige Bibliotek, Dänemark
- Fantasia Opus 5 at the Boije Collection, STATENS MUSIKBIBLIOTEK - The Music Library of Sweden
- Martin Rätz (Hrsg.): Klassiker der Gitarre. Studien- und Vortragsliteratur aus dem 18. und 19. Jahrhundert. Band 1. Deutscher Verlag für Musik, Leipzig 1977; Lizenzauflage Schott, Mainz, S. 10–19 (Sonatine G-Dur und Sonatine D-Dur aus op. 6).